# Прихсенштадт
Прихсенштадт (нем. Prichsenstadt) — город и городская община в Германии, в земле Бавария. 
Подчинён административному округу Нижняя Франкония. Входит в состав района Китцинген.  Население составляет 3189 человек (на 31 декабря 2010 года). Занимает площадь 48,87 км². Официальный код  —  09 6 75 158.
Городская община подразделяется на 10 городских районов.

## Население

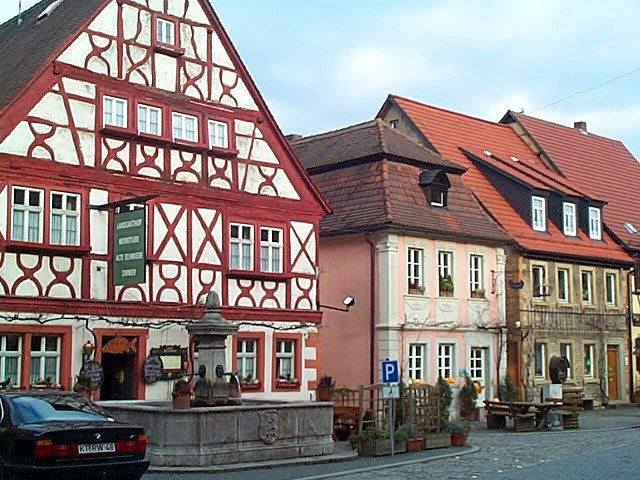
Приксенштадт

По оценке на 31 декабря 2015 года население общины Прихсенштадт составляет 3139 чел. 

| Дата      | 1840 | 1871 | 1900 | 1925 | 1939 | 1950 | 1961 | 1970 | 1987 | 2011 |
| --------- | ---- | ---- | ---- | ---- | ---- | ---- | ---- | ---- | ---- | ---- |
| Население | 3722 | 3355 | 3028 | 3124 | 2903 | 4164 | 3280 | 3095 | 2786 | 3154 |

| Год       | 1960 | 1970 | 1980 | 1990 | 2000 | 2009 | 2010 | 2011 | 2012 | 2013 | 2014 | 2015 |
| --------- | ---- | ---- | ---- | ---- | ---- | ---- | ---- | ---- | ---- | ---- | ---- | ---- |
| Население | 3328 | 3055 | 2800 | 2901 | 3197 | 3174 | 3189 | 3145 | 3129 | 3104 | 3127 | 3139 |